# 오이클레스
오이클레스(Oecles)는 그리스 신화에 나오는 아르고스의 왕이다. 아르고스의 왕으로 그는 안티파테스의 아들로 예언자 멜람푸스의 손자였다. 그러나 오이클레스가 멜람푸스의 다른 아들인 만티오스의 자식이라는 이야기도 있다. 오이클레스는 히페름네스트라와 결혼해 암피아라오스 등을 낳았다고 한다. 트로이의 왕 라오메돈은 헤라클레스에게 자신의 딸 헤시오네를 괴물로부터 구해준 대가로 자신이 가지고 있던 신마를 주기로 약속하였다. 그러나 막상 신마를 주기가 아까웠던 라오메돈 왕은 약속을 지키지 않았고 화가 난 헤라클레스는 트로이 원정에 나섰다. 이때 아르고스 왕 오이클레스도 헤라클레스를 도와 원정에 참여했다. 트로이의 고대 도시 일리움에 도착하자 헤라클레스는 오이클레스에게 배를 맡기고 병사들과 함께 트로이 공격에 나섰다. 그러나 그 사이 라오메돈의 군대가 헤라클레스의 배들을 공격했고, 이 전투에서 오이클레스는 목숨을 잃었다고 한다.